# Barabu
Barabu (arab. بعربو) – wieś w Syrii, w muhafazie Idlib. W 2004 roku liczyła 954 mieszkańców.